# Парламентские выборы в Сальвадоре (2006)
Парламентские выборы в Сальвадоре проходили 12 марта 2003 года, на которых на 3-летний срок избирались 84 депутата Законодательной ассамблеи страны. Одновременно проводились выборы в Центральноамериканский парламент и в муниципальные советы. Наибольшее количество мест получил правящий Националистический республиканский альянс (ARENA).

## Результаты
| Партия                                                                   | Голоса    | %    | Места | +/-   |
| ------------------------------------------------------------------------ | --------- | ---- | ----- | ----- |
| Националистический республиканский альянс                                | 620 117   | 39,4 | 34    | +7    |
| Фронт национального освобождения имени Фарабундо Марти                   | 624 635   | 39,7 | 32    | +1    |
| Национальная коалиционная партия                                         | 172 341   | 11,0 | 10    | -6    |
| Христианско-демократическая партия                                       | 106 509   | 6,8  | 6     | +1    |
| Демократическая перемена                                                 | 48 661    | 3,1  | 2     | новая |
| Недействительных/пустых бюллетеней                                       |           | -    | -     | -     |
| Всего                                                                    | 1 573 779 | 100  | 84    | 0     |
| Источник: Adam Carr Архивная копия от 29 октября 2018 на Wayback Machine |           |      |       |       |